# Schleicher AS 34 Me
Die Schleicher AS 34 Me ist ein einsitziges eigenstartfähiges Elektro-Segelflugzeug des deutschen Segelflugzeugherstellers Alexander Schleicher. Sie ist durch verschiedene Außenflügel in der FAI-Standardklasse und 18-m-Klasse einsetzbar.

## Geschichte und Konstruktion
Im April 2019 kündigte die Alexander Schleicher GmbH das Projekt AS 34 Me auf der Luftfahrtmesse Aero in Friedrichshafen an. Den Erstflug des Prototyps mit dem Kennzeichen D-KSME machte Paul Anklam am 2. September 2020 im Flugzeugschlepp mit anschließendem Eigenstart.
Das auf der ASW 28-18 basierende Flugzeug ist mit dem bereits in der ASG 32 EI verwendeten aus dem Rumpfrücken ausklappbaren Elektroantrieb ausgerüstet, wobei die Batterien in den Innentragflächen untergebracht sind.
Die 15 Meter Spannweite des vierteiligen Flügels mit Starrprofil lassen sich durch ein zweites Paar Außenflügel auf 18 Meter vergrößern. Der Mitteldecker mit T-Leitwerk hat nach oben ausfahrende dreistöckige Bremsklappen. An den Randbögen beider Außenflügelversionen sind Winglets angebracht und Rädchen für das Rollen und Starten mit abgelegter Tragfläche. Die Querruder und die Bremsklappen werden bei der Montage des Flügels automatisch angeschlossen. Das Zweipunktfahrwerk ist einziehbar.

## Technische Daten
| Kenngröße               | AS 34 Me, 15 m | AS 34 Me, 18 m |
| ----------------------- | -------------- | -------------- |
| Besatzung               | 1              | 1              |
| Länge                   |                |                |
| Spannweite              | 15 m           | 18 m           |
| Flügelfläche            | 10,5 m²        | 11,9 m²        |
| Flügelstreckung         | 21,4           | 27,3           |
| Höhe                    |                |                |
| Leermasse               | 390 kg         | 402 kg         |
| Wasserballast           |                |                |
| max. Startmasse         | 525 kg         | 575 kg         |
| max. Flächenbelastung   | 50 kg/m²       | 48,4 kg/m²     |
| Höchstgeschwindigkeit   |                |                |
| Manövergeschwindigkeit  |                |                |
| Gleitzahl (rechnerisch) | 45             | 48 (45 kg/m²)  |
| Geringstes Sinken       | 0,69 m/s       | 0,57 m/s       |
| Index (DAeC/IGC)        | 108            | 114            |

Technische Daten des Antriebs
| Kenngröße            | Daten                                      |
| -------------------- | ------------------------------------------ |
| Antrieb              | ein luftgekühlter Elektromotor Emrax       |
| Motorleistung        | 35 kW (25 kW Dauerleistung)                |
| Batteriekapazität    | 8,6 kWh                                    |
| Steiggeschwindigkeit | 3,7 m/s (18 m, 477 kg)                     |
| Propeller            | starrer Zweiblatt-Propeller von Schleicher |
| Propellerdurchmesser | 1,2 m                                      |